# Sylvie Guillaume

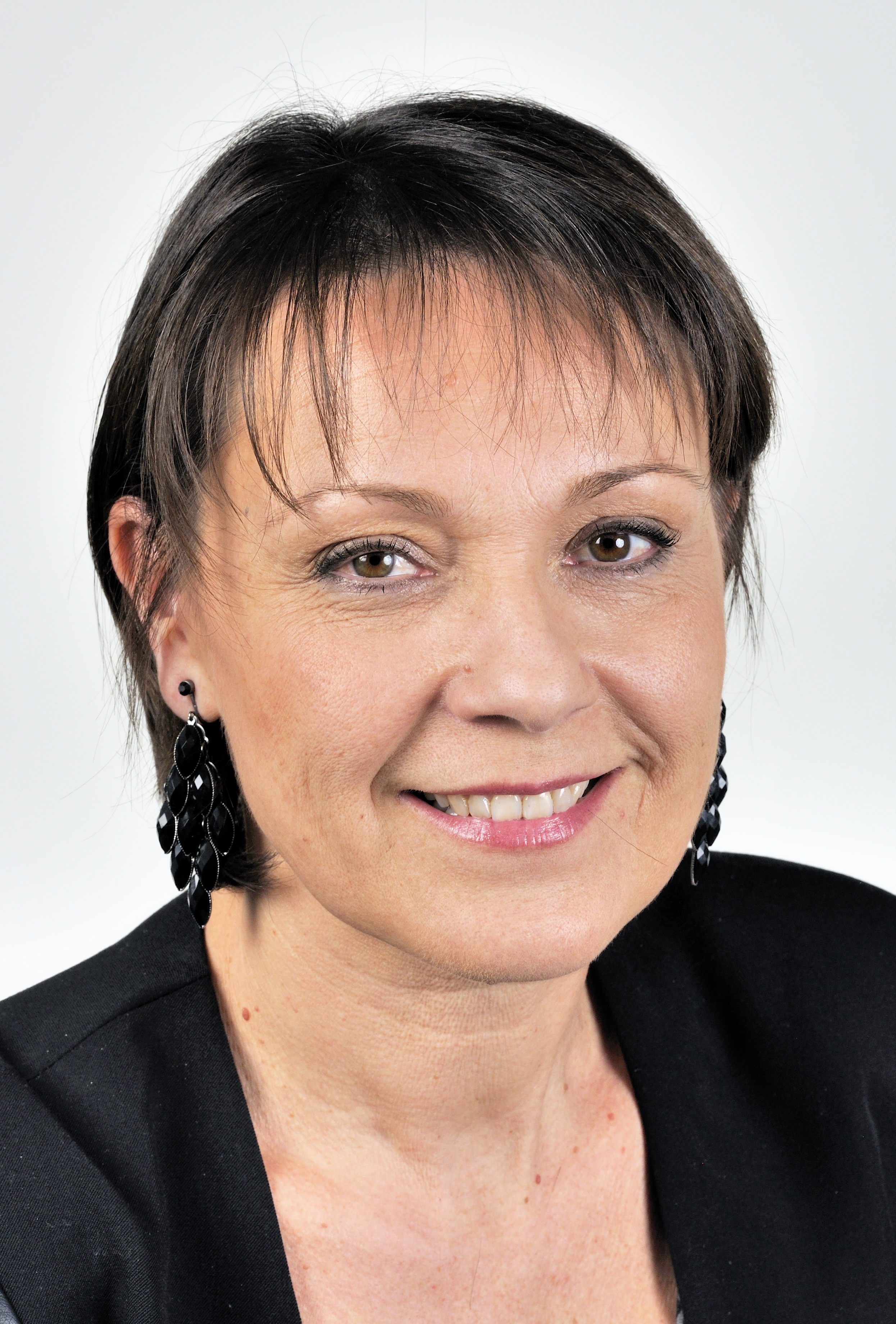
Sylvie Guillaume (2014)

Sylvie Guillaume (ur. 11 czerwca 1962 w Antony) – francuska polityk, posłanka do Parlamentu Europejskiego VII, VIII i IX kadencji.

## Życiorys
Pracowała w różnych organizacjach społecznych, w tym w SOS Racisme. W 1988 przystąpiła do Partii Socjalistycznej. Od 1993 przez dziesięć lat pełniła funkcję pierwszego sekretarza tego ugrupowania w departamencie Rodan. Została później krajowym sekretarzem ds. społecznych i praw kobiet. W 1998 i 2004 była wybierana w skład rady regionu Rodan-Alpy. Od 2001 sprawowała urząd zastępcy mera Lyonu ds. zdrowia, solidarności społecznej i osób niepełnosprawnych.
W wyborach w 2009 uzyskała mandat posłanki do Parlamentu Europejskiego z listy PS. W PE VII kadencji przystąpiła do grupy Postępowego Sojuszu Socjalistów i Demokratów, została też członkinią Komisji Wolności Obywatelskich, Sprawiedliwości i Spraw Wewnętrznych. W 2014 i 2019 była wybierana na kolejne kadencje Europarlamentu.